# Австрия на Играх доброй воли
Австрия принимала участие в летних Играх доброй воли, начиная с Игр 1994 года. Также принимала участие в зимних Играх 2000 года.
На всех Играх спортивные делегации Австрии завоевали всего 10 медалей, из них 2 золотых.

## Медальный зачёт

### Медали на летних Играх
| Игры                 | Золото         | Серебро        | Бронза         | Всего          | Место          |
| 1986, 1990           | не участвовали | не участвовали | не участвовали | не участвовали | не участвовали |
| Санкт-Петербург 1994 | 0              | 1              | 0              | 1              | 39             |
| 1998                 | не участвовали | не участвовали | не участвовали | не участвовали | не участвовали |
| Брисбен 2001         | 0              | 0              | 1              | 1              | 42             |
| Всего                | 0              | 1              | 1              | 2              |                |

### Медали на зимних Играх
| Игры             | Золото | Серебро | Бронза | Всего | Место |
| Лейк-Плэсид 2000 | 2      | 4       | 2      | 8     | 5     |